# Colobanthus squarrosus
Colobanthus squarrosus là loài thực vật có hoa thuộc họ Cẩm chướng. Loài này được Cheeseman mô tả khoa học đầu tiên năm 1896.